# Жак Бальма

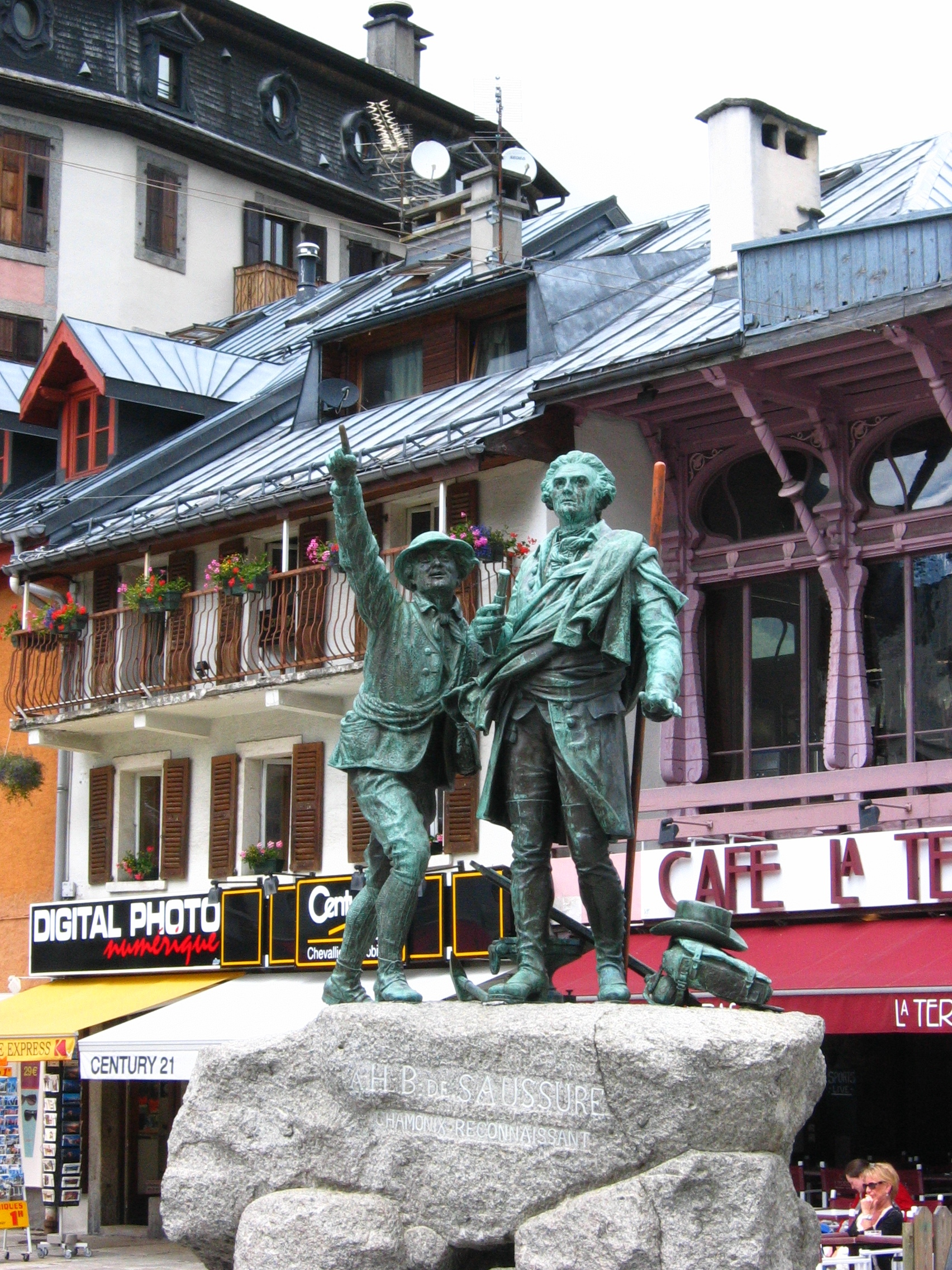
Пам'ятник Бальма та Соссюру в Шамоні

Жак Бальма́ (фр. Jacques Balmat; 19 січня 1762 – 1834) — савойський гірський провідник і людина, що вважається одним з перших альпіністів у світі.
Народився в Шамоні, на той момент частини Савойського герцогства. За родом занять був мисливцем на сарн і збирачем кристалів. 8 серпня 1786 разом з лікарем Мішелем Пакаром здійснив перше в історії сходження на гору Монблан, за що був удостоєний королем Віктором Амадеєм III титулу Ле Монблан і отримав винагороду, обіцяну за 25 років до цього Орасіо Бенедиктом де Соссюром людині, яка підкорить Монблан. 3 серпня 1787 року був провідником Соссюра та його групи з 17 осіб у їх сходженні.
В 1808 році був провідником у Марії Парадіс — першої жінки, що зійшла на Монблан.
Під час Наполеонівських воєн, коли Савоя стала частиною Франції, став членом Ради комуни і зробив невдалу спробу почати розводити в долині Шамоні овець-мериносів.

Написав книгу про своє сходження на Монблан, яка пізніми критиками була оцінена негативно, зважаючи на знайдену в ній велику кількість неточностей і перебільшень.

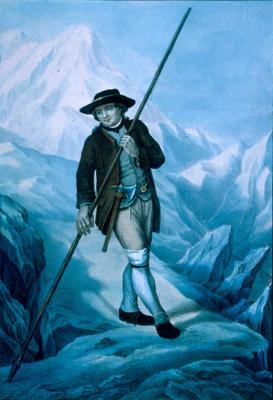

Помер у 1834 році в Сікст-Фер-а-Шеваль, зірвавшись зі скелі під час пошуків золота.